# Steleoneura
Steleoneura – rodzaj muchówek z rodziny rączycowatych (Tachinidae).

## Wybrane gatunki
- S. czernyi Stein, 1924[1]
- S. minuta Yang & Chao, 1990[1]
- S. novemmaculata Wood, 1985[2]